# Antarès (Le Mans)
Die Antarès ist eine Mehrzweckhalle in der französischen Stadt Le Mans. Die Basketballmannschaft der Le Mans Sarthe Basket trägt ihre Heimspiele in der Halle aus. Zu den Spielen fasst die Arena 6.003 Zuschauer. Durch verschiedene Konfigurationen je nach Veranstaltung bietet sie zwischen 1.242 bis 8.077 Plätze. Das Antarès wird auch für Konzerte und andere Kultur- und Musikveranstaltungen sowie Ausstellungen genutzt. Am 15. September 2007 fand hier die Seligsprechung des Ordensgründers Basile Moreau statt.
Die Halle liegt im Complexe Sud de Mulsanne und wurde am 25. September 1995 eröffnet. Sie befindet sich in der Nähe des neuen Fußballstadions MMArena und der Rennstrecken Circuit des 24 Heures für das 24-Stunden-Rennen von Le Mans und Circuit Bugatti, auf dem der Große Preis von Frankreich im Motorradsport und das 24-Stunden-Motorradrennen von Le Mans ausgetragen wird.
Neben der Haupthalle Grande Salle befindet sich noch eine kleinere Sporthalle mit Namen Salle Bleue. In ihr befindet sich ein Basketballfeld und sechs Sitzplatzreihen auf der Tribüne längs des Spielfeldes. Darüber hinaus wird sie für andere Sportarten wie z. B. Fechten oder Boxen genutzt sowie als Veranstaltungsort u. a. für Tagungen, Bankette, Jubiläen und Feierlichkeiten.